# Саванкюля
Са́ванкюля (фин. Savonkylä, Kastinan Pöllä) — деревня в Гатчинском муниципальном округе Ленинградской области.

## История
На картах Ф. Ф. Шуберта 1844 года и С. С. Куторги 1852 года не обозначена, есть только Кастино.
Согласно «Топографической карте частей Санкт-Петербургской и Выборгской губерний» в 1860 году деревня называлась Савонкуля, состояла из 10 крестьянских дворов и была частью большой деревни Кастино.

КАСТИНО (КОГРИОНКЮЛЯ, СОВЕНКЮЛЯ, АГОКАС) — деревня Ораниенбаумского дворцового правления при колодце, число дворов — 16, число жителей: 57 м. п., 61 ж. п. (1862 год)

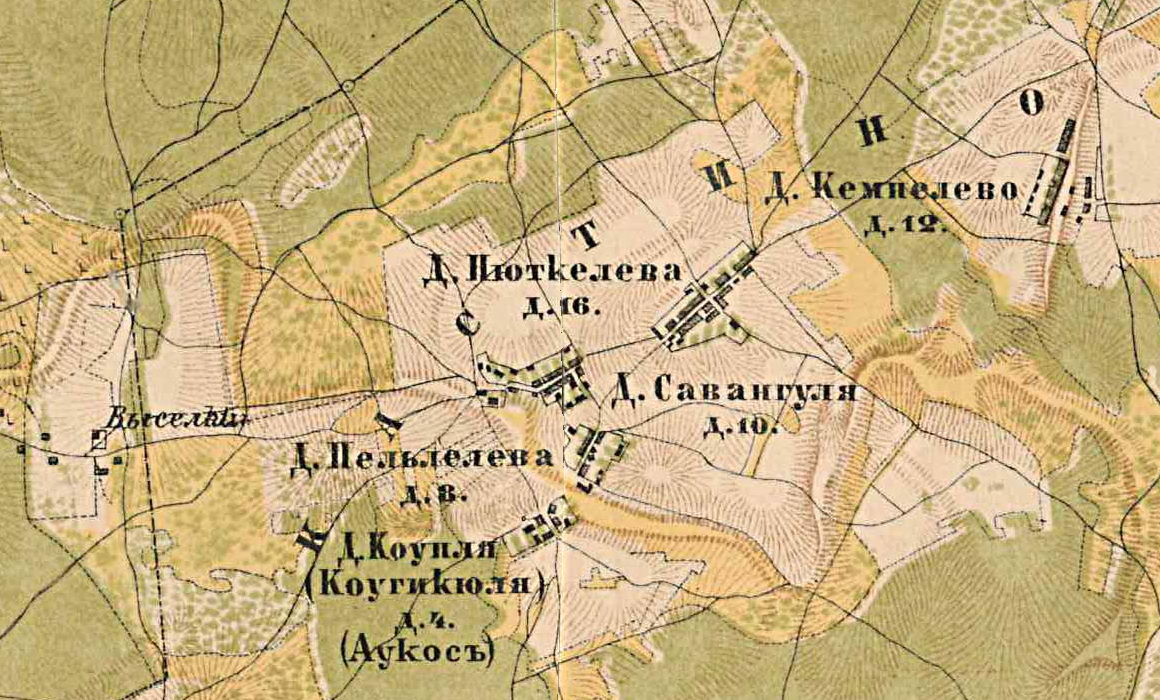
Деревня Саванкюля в составе деревни Кастино. 1885 год

Согласно топографической карте частей Санкт-Петербургской и Выборгской губерний 1885 года деревня называлась Савангуля и насчитывала 10 дворов.
В конце XIX — начале XX века деревня административно относилась к Староскворицкой волости 3-го стана Царскосельского уезда Санкт-Петербургской губернии.
В 1913 году Саванкюля также являлась частью большой деревни Кастино.
С 1917 по 1923 год деревня Савонкюля входила в состав Кастинского сельсовета Староскворицкой волости Детскосельского уезда.
С 1923 года в составе Венгиссаровской волости.
С 1924 года в составе Ондровского сельсовета Венгиссаровской волости Гатчинского уезда.
Согласно данным переписи населения СССР 1926 года в деревне Саванкюля Ондровского сельсовета Венгисаровской волости Троцкого уезда проживали 144 человека, абсолютное большинство финны, а также русские.
С 1927 года в составе Гатчинского района.
С 1928 года в составе Вохоновского сельсовета. В 1928 году население деревни Савонкюля также составляло 144 человека.

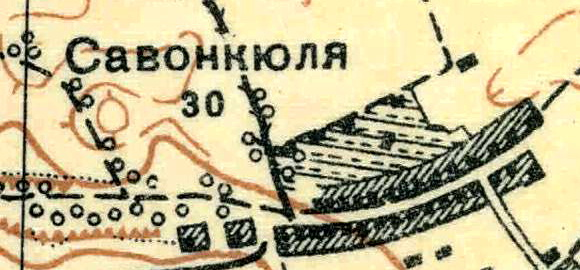
План деревни Савакюля. 1931 год

Согласно топографической карте 1931 года деревня называлась Савонкюля и насчитывала 30 дворов.
По данным 1933 года деревня называлась Савонкюля и входила в состав Вохоновского сельсовета Красногвардейского района отдельно от деревни Кастино.
С 1939 года в составе Низковицкого сельсовета.
C 1 августа 1941 года по 31 декабря 1943 года деревня находилась в оккупации.
С 1954 года в составе Большеондровского сельсовета.
В 1965 году население деревни Савонкюля составляло 52 человека.
По данным 1966 и 1973 годов деревня называлась Саванкюля и находилась в составе Большеондровского сельсовета.
По данным 1990 года деревня Саванкюля входила в состав Сяськелевского сельсовета Гатчинского района.

## География
Деревня расположена в северо-западной части района на автодороге 41К-220 (Кезелево — Большое Ондрово). 
Расстояние до административного центра, деревни Сяськелево — 13 км.
Расстояние до ближайшей железнодорожной станции Войсковицы — 15 км.

## Демография
| 1862 | 1928 | 1965 | 1997 | 2002 | 2006 | 2007 |
| ---- | ---- | ---- | ---- | ---- | ---- | ---- |
| 118  | ↗144 | ↘52  | ↘1   | ↗16  | ↘12  | ↗13  |
| 2010 | 2012 | 2013 | 2017 |      |      |      |
| ↗17  | ↘14  | ↗17  | ↗18  |      |      |      |

В 1997 году в деревне проживал 1 человек. 
По состоянию на 1 января 2007 года в деревне находилось 5 домохозяйств, где проживали 13 человек, в 2010 году — 17 человек .

### Национальный состав
В 2002 году в деревне насчитывалось 16 жителей: русские — 11, финны — 5 человек
Согласно данным Всероссийской переписи населения 2021 года в деревне проживали 48 человек, из них:
 русские — 46, финны — 2 человека.